# Aloupka

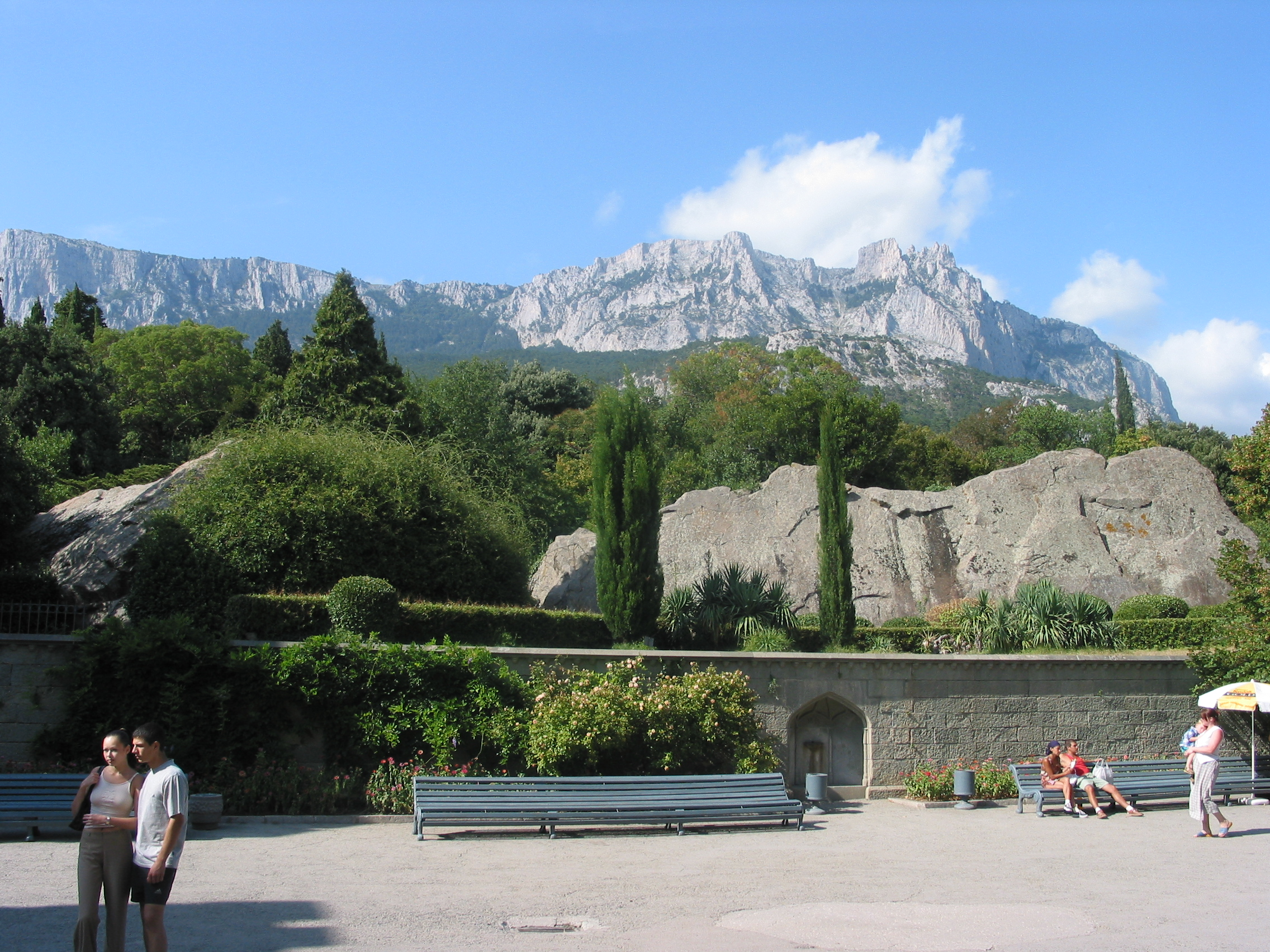
Mont Aï-Petri.

Aloupka (en russe : Алупка, en ukrainien : Алупка, en tatar de Crimée : Alupka) est une ville de la république autonome de Crimée, en Ukraine et une station balnéaire sur la mer Noire, intégrée à la municipalité de Yalta. Elle est occupée par la Russie depuis 2014. Sa population s'élevait à 9 063 habitants en 2021.
Aloupka est célèbre pour le Palais Vorontsov, construit au XIXe siècle pour le prince Vorontsov. Ses environs possèdent de nombreux hôtels sur le littoral de la mer Noire, où séjournent chaque année des milliers de touristes ukrainiens et russes.

## Géographie

### Situation
Aloupka est située sur le littoral de la mer Noire, à 17 km à l'ouest de Yalta.

### Climat
Le climat d'Aloupka est de type continental humide (catégorie Dfa de la classification de Köppen). Comme sur toute la côte sud de la Crimée, les hivers sont relativement doux (température moyenne de 3 à 4 °C en janvier-février) et les étés chauds (24,6 °C en août). La moyenne des précipitations s'élève à 400 mm par an. L'humidité moyenne est d'environ 69 % et la durée moyenne de l'ensoleillement de 2 150 heures par an.
La saison de baignade dure de mars à octobre, avec une température moyenne de l'eau de 22 à 28 °C.

## Administration
La ville d'Aloupka fait partie de la municipalité de Yalta (en ukrainien : Ялтинська міськрада, Yaltyns'ka mis'krada ; en russe : Ялтинский горсовет, Yaltinski gorsoviet ; en tatar de Crimée : Yalta şeer şurası), qui comprend également la ville de Yalta, 21 communes urbaines et 9 villages.

## Histoire
Aloupka a d'abord été une colonie grecque. Le nom provient du grec Alepou pour le renard. Ensuite, Aloupka passe sous l'administration du monde grec de l'Empire byzantin. La première mention écrite d'Aloupka figure dans un document au sujet de l'empereur byzantin Romain II et date de 960. Plus tard, Aloupka est prise par les Tatars de Crimée à la fin du XVe siècle. Après la campagne de Crimée qui se conclut par son annexion en 1783, le village passe sous l'autorité de l'Empire russe avec le prince Potemkine, comme gouverneur-général du gouvernement de la Nouvelle Russie. En 1798, la localité a une population de 211 habitants, essentiellement des agriculteurs. Elle fait partie du gouvernement de Tauride. À la fin du XIXe siècle et au début du XXe siècle, Aloupka est une station balnéaire à la mode. Au milieu du XIXe siècle, c'est un lieu de villégiature encore plus prisé que Yalta, principalement en raison du palais – ou pour mieux dire du château – qu'y fit construire le gouverneur de la Nouvelle Russie, le prince Michel Vorontsov. Chaliapine, Rachmaninov, Bounine, des membres de l'aristocratie et de la riche bourgeoisie viennent en villégiature à Aloupka avant la Révolution. En 1915, l'on recense 3 367 résidents et 239 Tatars. Ses villas et hôtels sont nationalisés à l'arrivée au pouvoir des bolchéviques fin 1920.

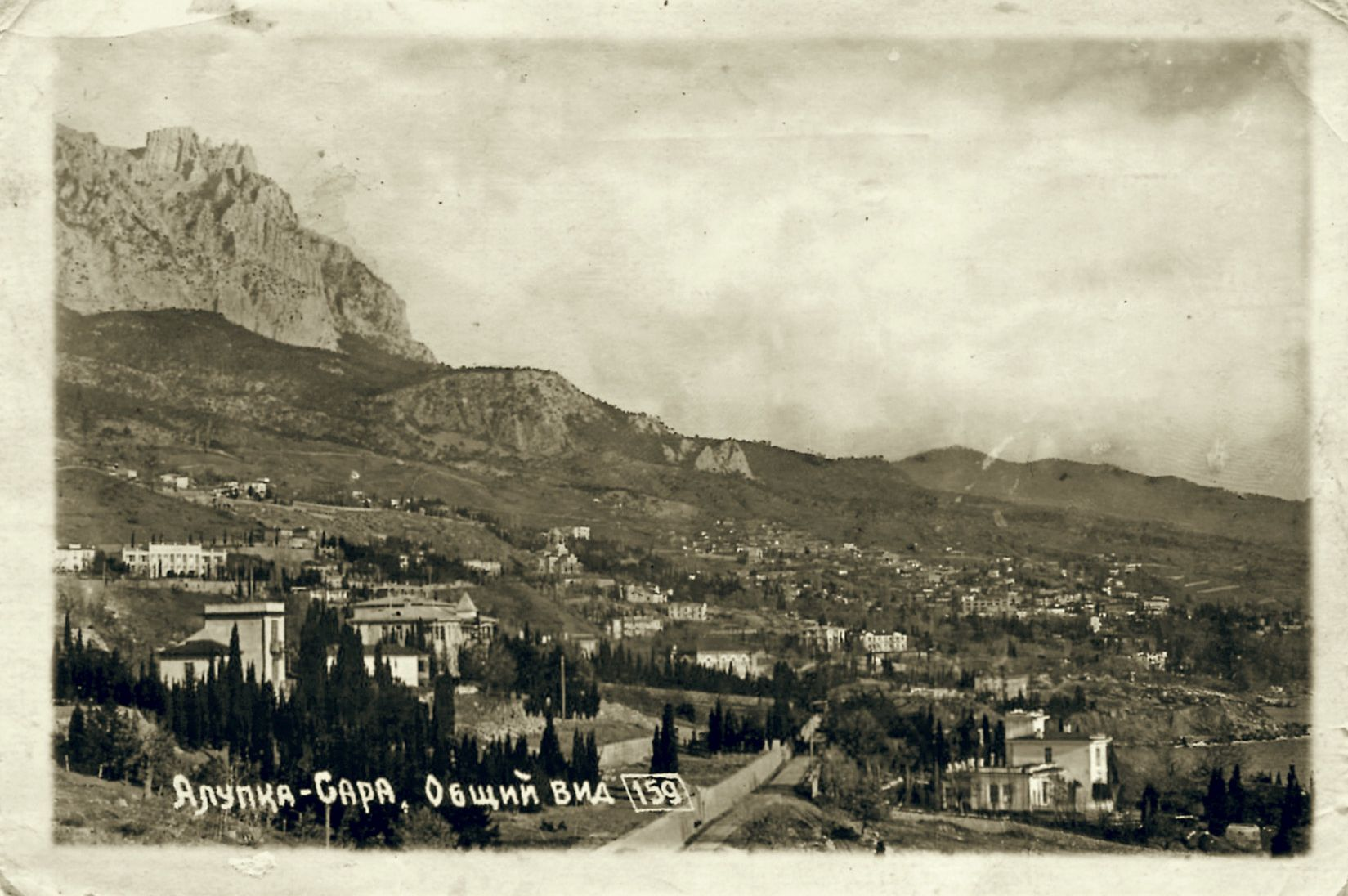
Aloupka dans les années 1920.

Dans les années 1920-1930, de nouvelles maisons de repos pour travailleurs sont ouvertes, ainsi que de établissements de soins. Le recensement de 1926 indique que le soviet rural d'Aloupka du raïon de Yalta comprend 2 950 habitants dont 1 445 Russes, 903 Tatars de Crimée, 222 Ukrainiens, 148 Grecs pontiques, 82 Juifs, 34 Arméniens, 24 Biélorusses, 13 Polonais, 11 Allemands de la mer Noire, 7 Lettons, 2 Bulgares, 2 Tchèques, 54 non classés...Le village comprend une école russe, une école grecque et une école tatare. En 1941, il y a 24 établissements de santé et de cure, 3 écoles, une clinique.

## Population
Recensements (*) ou estimations de la population :
| 1923* | 1926* | 1959* | 1970*  | 1979*  | 1989*  |
| ----- | ----- | ----- | ------ | ------ | ------ |
| 1 528 | 2 930 | 8 920 | 10 381 | 11 404 | 10 841 |

| 2001* | 2009  | 2010  | 2011  | 2012  | 2013  |
| ----- | ----- | ----- | ----- | ----- | ----- |
| 8 745 | 8 444 | 8 425 | 8 493 | 8 497 | 8 520 |

| 2014  | 2015  | 2016  | 2017  | 2018  | 2019  |
| ----- | ----- | ----- | ----- | ----- | ----- |
| 7 771 | 7 849 | 7 948 | 8 017 | 7 990 | 8 067 |

| 2020  | 2021  | - | - | - | - |
| ----- | ----- | - | - | - | - |
| 8 075 | 9 063 | - | - | - | - |

## Tourisme
Aloupka est non seulement un centre de villégiature, mais aussi un centre d'intérêt touristique. Les principales attractions de la ville sont :
- le palais Vorontsov
- le parc Vorontsov, sur le domaine du palais
- la montagne voisine d'Aï-Petri

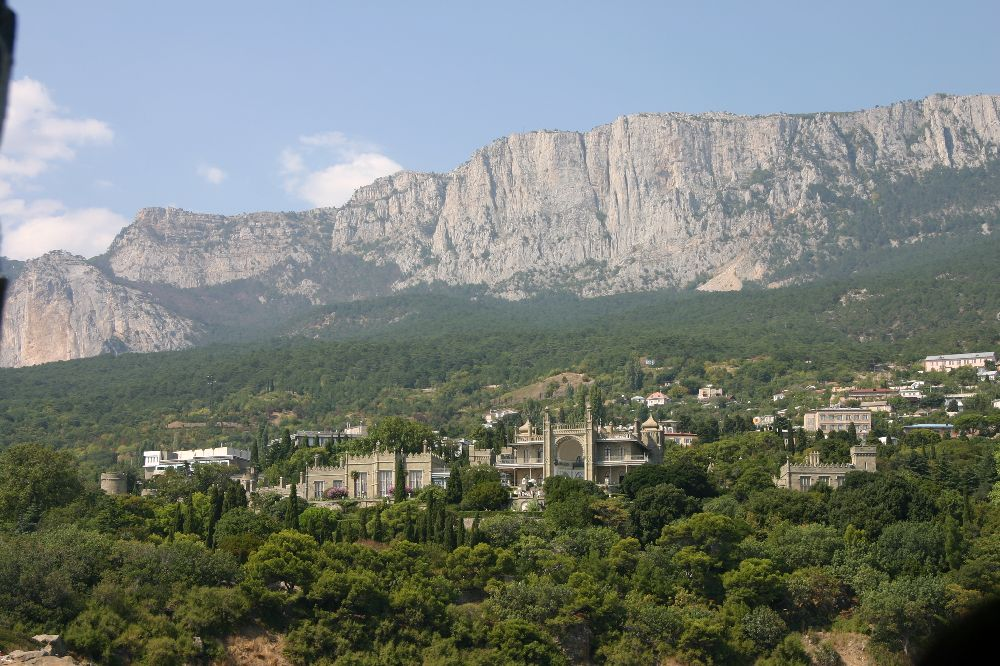
Aloupka, avec le palais Vorontsov et les monts de Crimée
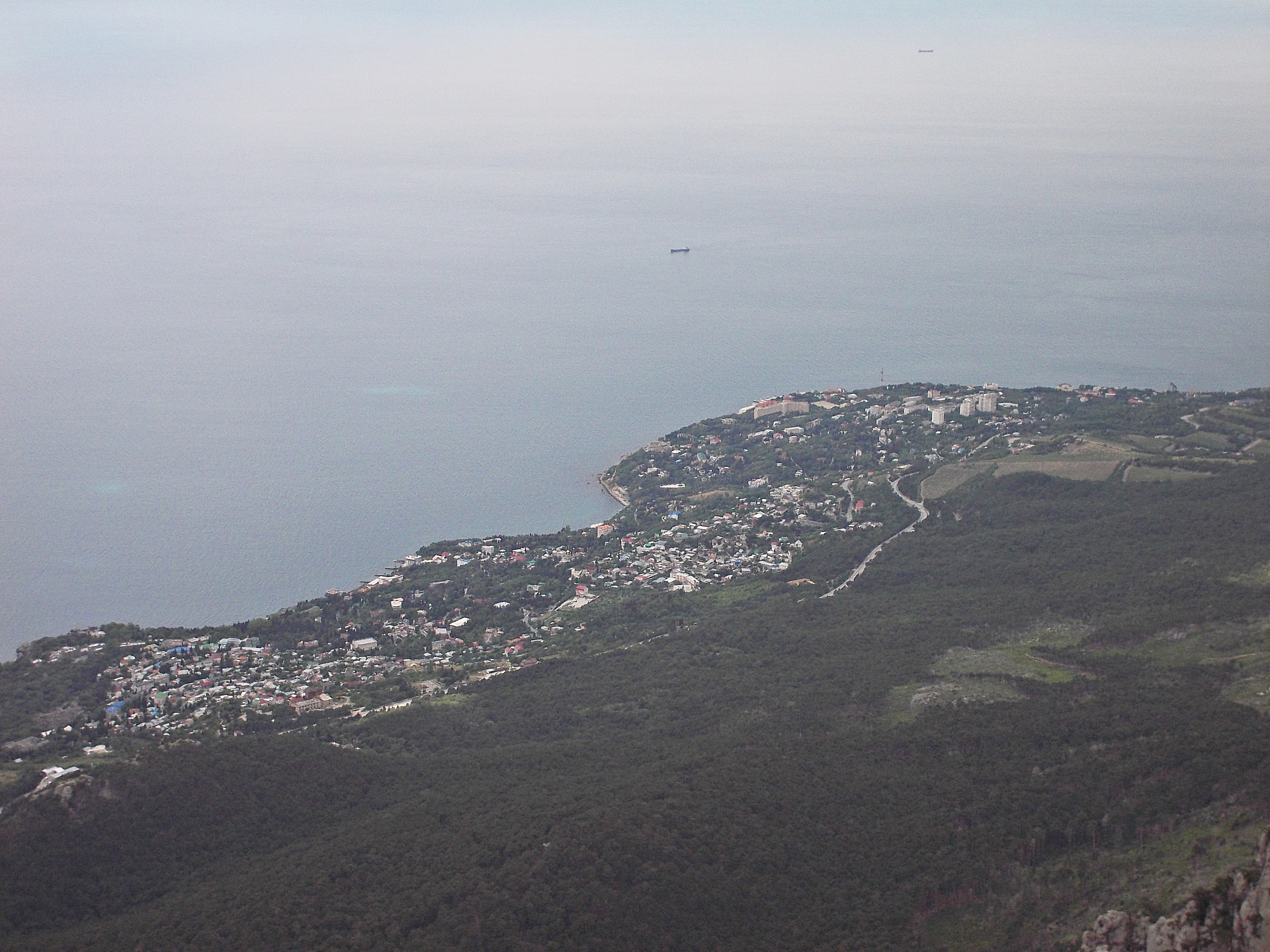
Vue plongeante sur Aloupka du mont Aï-Petri
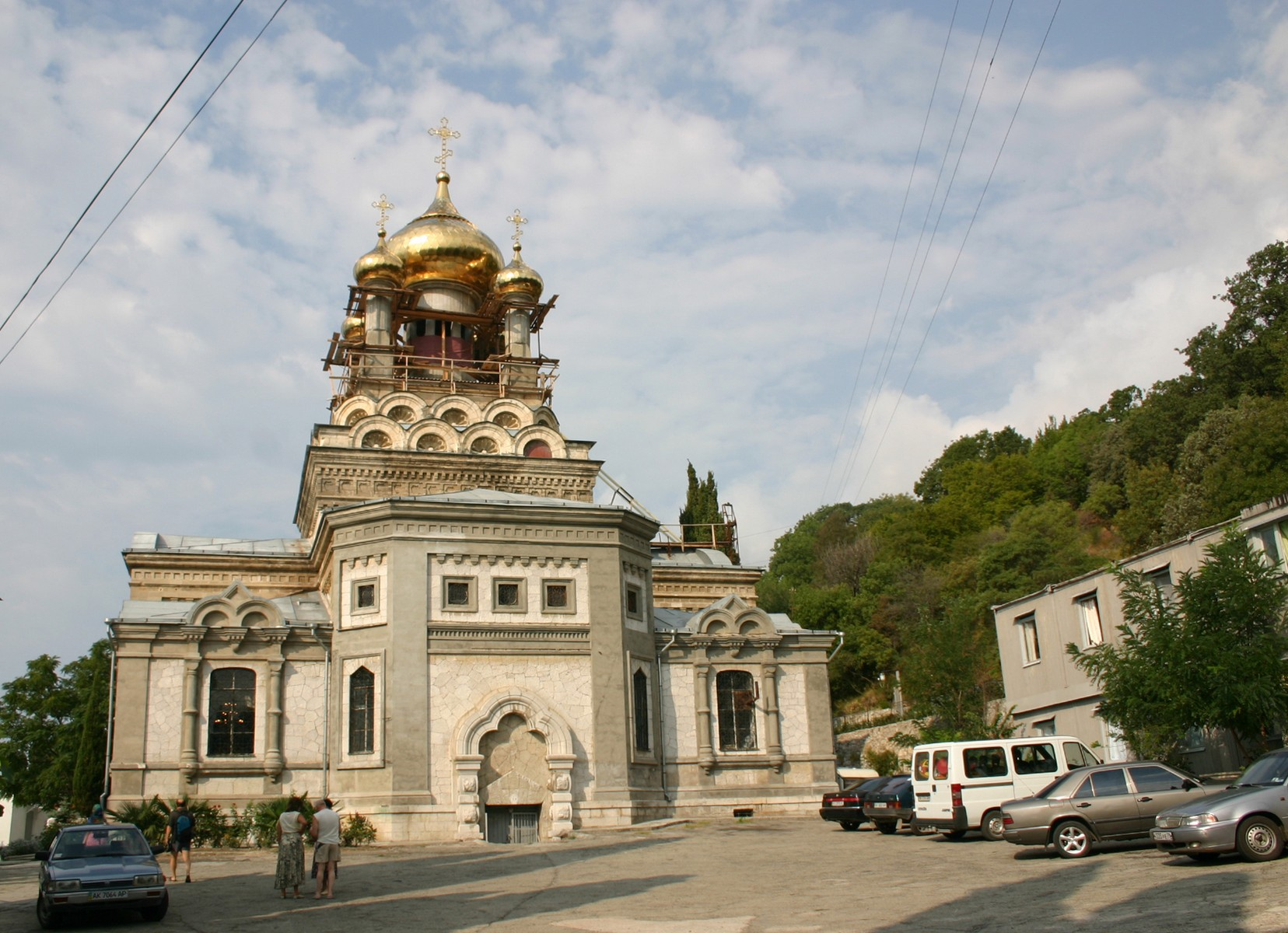
L'église Saint-Michel-Archange

### Palais et parc Vorontsov
La principale attraction d'Aloupka est le Palais Vorontsov, conçu par l'architecte anglais Edward Blore dans un mélange extravagant des styles néo-gothique écossais et néo-mauresque, et construit en 1828-1846 pour le prince Vorontsov. Au cours de la Conférence de Yalta, en février 1945, le palais – épargné par les Allemands pendant la Seconde Guerre mondiale – servit de résidence à Sir Winston Churchill et à la délégation britannique.
Un grand parc à l'anglaise a été conçu et construit pour le prince Vorontsov, sur le territoire du Palais Vorontsov. Le parc a été aménagé de décembre 1824 à avril 1851, et a été imaginé, conçu, créé et entretenu par le chef botaniste du littoral méridional de la Crimée, Carolus Antonius Keebach.

### Mont Aï-Petri
Aloupka est située au pied des 1 234 mètres du mont Aï-Petri (Saint-Pierre) de la chaîne des montagnes de Crimée. Depuis 1987, un télécabine de 3 km de longueur, un des plus longs d'Europe, transporte des passagers jusqu'au sommet de la montagne, d'où l'on a une excellente vue sur les environs et sur la mer Noire.

## Religion
La communauté orthodoxe est organisée autour de la paroisse Saint-Michel-Archange, dont l'église est construite en 1906. Il existe aussi une maison de prière baptiste et un lieu de culte musulman sunnite.

## Personnalités
- Amet-Khan Soultan (1920-1971) : un Tatar de Crimée, pilote de chasse et pilote d'essai.
- Evgeni Aldonin (°1980) : footballeur professionnel, évoluant avec le CSKA Moscou.